# Хлевнюк Олег Віталійович
Олег Віталійович Хлевнюк (нар. 7 липня 1959, Вінниця) — радянський і російський історик, спеціалізується на дослідженні сталінського періоду в історії СРСР, доктор історичних наук, професор МДУ і ВШЕ.

## Навчання
О.Хлевнюк закінчив Вінницьку школу № 2, Вінницький державний педагогічний інститут ім. М. Островського за спеціальністю «історія» (1980) та аспірантуру Інституту історії СРСР (1985). Кандидат історичних наук (1987).
Захистив дисертацію на тему: «Зміна культурного вигляду міських робітників СРСР. 1926—1939 рр.», доктор історичних наук (1997). Захистив дисертацію на тему: «Політбюро ЦК ВКП(б) у 1930-ті рр.: механізми політичної влади в СРСР».

## Наукова діяльність
О.Хлевнюк  працював на посаді головного спеціаліста відділу вивчення та публікації документів Державного архіву Російської Федерації. Під його редакцією було видано ряд збірників документів з історії СРСР 1920-1960-х років.
З 2011 року — професор кафедри вітчизняної історії XX—XXI століть історичного факультету  Московського державного університету. 2014 року О.Хлевнюк обійняв посаду провідного наукового співробітника Міжнародного центру історії та соціології Другої світової війни і її наслідків, професора школи історичних наук гуманітарного факультету ВШЕ.
О.Хлевнюк — член-кореспондент Королівського історичного товариства (Велика Британія), член редакційної ради журналу «Slavonica», співредактор серії «Документи радянської історії», входить до складу редколегій журналів «Російська історія», «Новий історичний вісник», «Cahiers du Monde Russe», «Kritika. Explorations in Russian and Eurasian History», книжкової серії та оргкомітету циклу конференцій «Історія сталінізму».
Гліб Павловський характеризує О. В. Хлевнюка як «провідного російського історика сталінізму».

## Основні роботи
- У співавторстві з В. А. Козловим. Начинается с человека: человеческий фактор в социалистическом строительстве. Итоги и уроки 30-х годов. — М.: Политиздат, 1988. — ISBN 5-250-00064-9
- Ударники первой пятилетки. — М.: Знание, 1989. — ISBN 5-07-000246-5
- 1937 год: противостояние. — М.: Знание, 1991. — ISBN 5-07-001654-7
- 1937-й: Сталин, НКВД и советское общество. — М.: Республика, 1992. — ISBN 5-250-01537-9
- Сталин и Орджоникидзе: конфликты в Политбюро в 30-е годы. — М.: Россия молодая, 1993. — ISBN 5-86646-047-5
- Политбюро. Механизмы политической власти в 1930-е годы. — М.: РОССПЭН, 1996. — ISBN 5-86004-050-4
- Совместно с С. В. Мироненко. Заключённые на стройках коммунизма. ГУЛАГ и объекты энергетики в СССР. Собрание документов и фотографий. — М.: РОССПЭН, 2008. — 448 с. — ISBN 978-5-8243-0918-8
- Хозяин. Сталин и утверждение сталинской диктатуры. — М.: РОССПЭН, 2010. — 478 с. — ISBN 978-5-8243-1314-7.
- В соавторстве с Й. Горлицким. Холодный мир. Сталин и завершение сталинской диктатуры. — М.: РОССПЭН, 2011. — ISBN 978-5-8243-1536-3
- Сталин. Жизнь одного вождя. — М.: Corpus, 2015. — ISBN 978-5-17-087722-5

## Визнання
Праці О. В. Хлевнюка видані англійською, німецькою, французькою, італійською та іншими мовами.
Нагороджений премією «Громадська думка» — Видавництво РОССПЕН (2010).